# Repubblica Popolare della Mongolia Interna
La Repubblica Popolare della Mongolia Interna era uno stato della Mongolia Interna fondato poco dopo la fine della seconda guerra mondiale. Esistette dal 9 settembre al 6 novembre del 1945.

## Storia
Durante la seconda guerra sino-giapponese, i giapponesi stabilirono uno stato fantoccio nella Mongolia Interna chiamato Mengjiang. Il Mengjiang fu sciolto a seguito dell'invasione delle truppe sovietiche e mongole nell'agosto del 1945. Il 9 settembre si tenne un congresso di "Rappresentanti del Popolo" in quello che ora è il Bandiera destra di Sonid. Al congresso parteciparono 80 rappresentanti provenienti dalle aree del Chahar, Xilingol e Siziwang. Il congresso proclamò la Repubblica Popolare della Mongolia Interna e fu eletto un governo provvisorio di 27 membri, di cui 11 del comitato permanente.
Il Partito Comunista Cinese, temendo il separatismo, mandò Ulanhu a prendere il controllo della situazione e ordinò che il governo della repubblica fosse sciolto. La regione fu organizzata successivamente come Regione Autonoma Mongola Interna.